# Route des Rivières (Lévis)
Pour les articles homonymes, voir Route des Rivières.
La route des Rivières est une artère située dans l'arrondissement des Chutes-de-la-Chaudière-Ouest, à Lévis. Elle est un segment de la route 116.

## Situation et accès
La route a une longueur d'environ 21 km. Elle relie entre eux les trois secteurs de l'arrondissement des Chutes-de-la-Chaudière-Ouest : Saint-Nicolas, Saint-Rédempteur et Saint-Étienne-de-Lauzon.
Débutant au nord à la jonction de la route Marie-Victorin, elle serpente vers le sud-ouest le long des rivières Chaudière et Beaurivage. À sa sortie des limites municipales de Lévis, elle se divise en deux axes routiers : la route 116, vers l'ouest, et la route 269, vers le sud. Sur son parcours, la route croise entre autres l'autoroute Jean-Lesage et la rue Lagueux.

## Origine du nom
Son nom fait référence au fait qu'elle longe les rivières Chaudière et Beaurivage.

## Historique
L'ancêtre de la route est un sentier tracé entre le chemin du Roy – l'actuelle route Marie-Victorin – jusqu'aux chutes de la Chaudière. À partir de 1798, celui-ci est prolongé sous le nom de rang Saint-Denis jusqu'à l'embouchure de la rivière Beaurivage. Il rejoint le chemin tracé par le grand voyer en 1786 entre les concessions de Saint-Denis et de Longues-Pointes.
L'axe a porté plusieurs noms par le passé. À Saint-Nicolas, il était connu sous les odonymes de route du Pont ou de boulevard du Pont de Québec. À Saint-Rédempteur, la route s'est d'abord appelé le rang Saint-Denis (1798) puis la rue Saint-Pierre (1920) et la 1ère Avenue (1950). À Saint-Étienne-de-Lauzon, elle est nommée rue Principale en 1958.

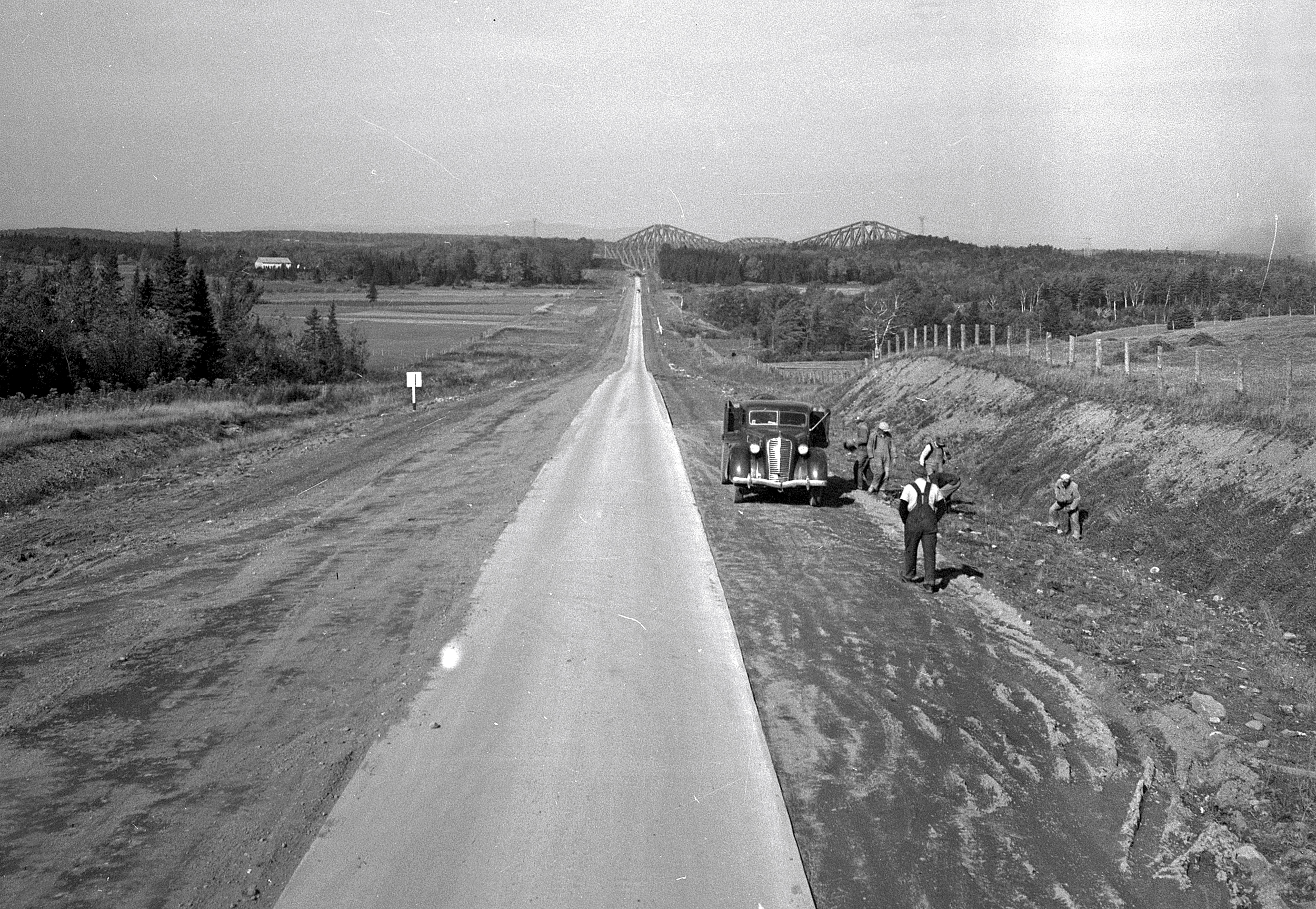
La route des Rivières en 1943.

Entre 1920 et 1926, des travaux rendent la route carrossable pour les véhicules automobiles. Elle est incorporée à la route 5 en 1924, puis à la route 116 en 1973. Dans les décennies 1940 à 1960, la route connaît un âge d'or en devenant un axe commercial important près du pont de Québec. Il s'y construit des restaurants, des postes à essence et des hébergements. En 1970, un ancien tracé passant par la rue des Frênes à Saint-Rédempteur est abandonné et un viaduc est construit au-dessus de l'autoroute Jean-Lesage. La construction de l'échangeur du pont Pierre-Laporte engendre une dévitalisation de l'artère. L'activité commerciale reprend dans les années 1990.
Son nom actuel lui est attribué par la Ville de Lévis le 2 juin 2014 et officialisé par la Commission de toponymie le 21 novembre suivant.